# Armin Hary
Armin Hary (Quierschied, 22 de março de 1937) é um ex-atleta alemão, campeão dos 100 m rasos nos Jogos Olímpicos de Roma, em 1960. Na Alemanha, é considerado o Corredor Alemão do Milênio.

## Carreira
Hary jogava futebol na infância antes de migrar para o atletismo de velocidade, aos 16 anos. Pouco tempo depois, com 19 anos, em 1958, venceu os 100 m e participou do revezamento 4x100 m do Campeonato Europeu de Atletismo, em Estocolmo, na Suécia. Ainda em 1958, ele teve um recorde mundial para a distância - 10s0 - invalidado pela espessura do piso da pista, fora dos padrões aceitos na época. Em 21 de junho de 1960, em Zurique, mais uma tentativa frustrada, com o mesmo tempo, pelos juízes acharem que Hary deu uma falsa largada, o que era comum em suas provas. Numa segunda corrida, que os juízes foram pressionados a realizar pelos jornalistas alemães, porém, na mesma tarde, ele finalmente conseguiu o recorde, que permaneceria como melhor marca mundial por apenas 24 dias, mas seria o recorde europeu por oito anos.
Hary chegou ao auge da fama como sprinter nos Jogos de Roma, em 1960. Depois de um nervoso início da prova final, onde várias largadas falsas foram dadas pelos atletas, ele disparou para a linha de chegada, conquistando a medalha de ouro em 10s2, o primeiro não-americano desde o canadense Percy Williams, em Amsterdã 1928, a vencer a prova mais rápida do atletismo em Olimpíadas. Na final do revezamento, Hary e seus três companheiros chegaram inicialmente em segundo, atrás da equipe dos EUA, mas quinze minutos após a chegada, os norte-americanos foram desclassificados por problemas na passagem do bastão e Hary conquistou sua segunda medalha de ouro. O tempo do revezamento alemão na prova - 39s5 - igualou o próprio recorde mundial deles.

## Polêmicas
Hary foi um dos primeiros astros do atletismo a se envolver em problemas de profissionalismo e patrocínios, numa época onde essa era ainda uma área nebulosa para o Comitê Olímpico Internacional. Após os Jogos, ele foi suspenso pela federação alemã, por supostos problemas em relatórios de despesas e por exigir pagamento para participar de uma corrida. Por trás da suspensão, houve rumores de que Hary havia feito um contrato publicitário simultâneo com as duas maiores empresas de material esportivo da Alemanha, Puma e Adidas, trocando de sapatilhas de corrida entre o final da prova e a cerimônia no pódio, contrato este, profissional, proibido pelo COI nesta época. Atormentado por uma dor constante no joelho e frustrado com a suspensão, Hary resolveu abandonar o atletismo em 1961. Vinte anos depois, em 1981, foi condenado a dois anos de prisão, sem liberdade condicional, por cumplicidade em fraude financeira.